# Marlierea glabra
Marlierea glabra är en myrtenväxtart som beskrevs av Jacques Cambessèdes. Marlierea glabra ingår i släktet Marlierea och familjen myrtenväxter. Inga underarter finns listade i Catalogue of Life.